# عملیات تمپرر
عملیات تمپرر یک طرح دولت انگلیس برای استقرار نیروهای مسلح برای پشتیبانی از افسران پلیس، هنگام وقوع یک حمله تروریستی بزرگ یا بی نظمی عمومی در مکان‌های کلیدی است. این عملیات برای اولین بار در تاریخ ۲۲ مه ۲۰۱۷ پس از بمب‌گذاری ۲۰۱۷ منچستر آرنا و برای دومین بار در پی انفجار مترو ۲۰۱۷ لندن به اجرا درآمد.
فرمانده مشترک دائمی ستاد فرماندهی کلان (انگلستان) در صورت دریافت دستور، مسئول هدایت عملیات است.

## زمینه
این طرح تا ۵٬۱۰۰ پرسنل خدماتی از هر ۳ سرویس برای «افزایش افسران پلیس مسلح که درگیر وظایف امنیتی محافظتی هستند» فراهم می‌کند که در مکان‌های اصلی انگلستان مستقر می‌شوند. در عمل، نیروها و پلیس نظامی جایگزین برخی افسران پلیس از جمله پلیس متروپولیتن، وزارت دفاع و پلیس و مقرهای هسته ای غیرنظامی می‌شوند و اقدام به محافظت از منافع ملی یا زیرساخت‌های مهم ملی مانند نیروگاه‌های هسته ای، پادگان‌های نظامی، کاخ باکینگهام و پارلمان می‌کنند. آنها می‌توانند در وظایف عملیاتی خط مقدم، مسلح یا غیرمسلح مستقر شوند.
به گفته منابع دولتی به نقل از دیلی تلگراف، این عملیات فقط در پی جلسه «کمیته حوادث غیرنظامی» به راه خواهد افتاد. این طرح پس از حملات ژانویه ۲۰۱۵ ایل-دو-فرانس در فرانسه به اجرا درآمد. قرار بود وجود این عملیات مخفی نگه داشته شود، اما در ژوئیه ۲۰۱۵ به‌طور تصادفی طی یک بارگذاری ناخواسته در وب سایت شورای روسای پلیس ملی فاش شد. گفته می‌شود رهبر ارتش با ایجاد این عملیات اختلاف نظر داشته، به دلایلی از جمله: کشش بیش از حد، آموزش‌هایی که به نیروها داده می‌شود، مشکلات روحی و مشکلات مربوط به تصمیم‌گیری در مورد پایان عملیات.
نیروهای مسلح انگلیس قبلاً برای حمایت از پلیس مستقر شده بودند، به ویژه در طول مشکلات در ایرلند شمالی که ۲۱۰۰۰ سرباز برای کمک به پاسبان سلطنتی اولستر در عملیات بنر مستقر شدند. در سال ۲۰۰۳، دولت تونی بلر طی یک دوره تهدید شدید تروریستی، ۴۵۰ سرباز را به‌طور موقت در فرودگاه هیترو و سایر مناطق لندن مستقر کرد. برنامه‌های حمایت از پلیس و افزایش تعداد افسران مستقر در خیابان‌ها پس از شورش‌های ۲۰۱۱ انگلستان آغاز شد.
سایر کشورهای اروپایی نیز نیروهایی را برای محافظت در برابر تهدیدهای تروریستی در شهرها مستقر کرده‌اند. فرانسه از زمان حملات ژانویه ۲۰۱۵ در منطقه پاریس، بیش از ۱۰ هزار سرباز تحت عملیات سنتینل مستقر کرده‌است و ایتالیا نیز در فوریه ۲۰۱۵ ۴۸۰۰ سرباز را در رم و سایر شهرها مستقر کرده‌است.

## فعال سازی

### بمب‌گذاری در منچستر آرنا
این طرح برای اولین بار در ۲۳ مه ۲۰۱۷ پس از بمب‌گذاری ۲۰۱۷ منچستر آرنا فعال شد. نخست‌وزیر ترزا می اعلام کرد که پلیس درخواست پشتیبانی نظامی کرده و این درخواست توسط مایکل فالون، وزیر دفاع بریتانیا نیز تأیید شده‌است. علی‌رغم کاهش سطح تهدید از بحرانی به شدید در ۲۷ مه، این عملیات تا پایان تعطیلات آخر هفته همچنان ادامه داشت.
وب سایت Warfare.Today در این عملیات توانست واحدهایی از گاردهای پا، گردان ۲، هنگ چتربازی (2 PARA) و توپخانه سلطنتی و کمک اضافی که از نیروی دریایی سلطنتی، هنگ RAF و پلیس RAF را شناسایی کند.

### بمب‌گذاری پارسونز گرین
هنگامی که سطح تهدید پس از انفجار مترو ۲۰۱۷ لندن افزایش یافت و در وظایف نگهبانی، پرسنل نظامی جایگزین افسران پلیس شد، این عملیات دوباره در ۱۵ سپتامبر ۲۰۱۷ فعال شد.

### دنیاگیری ویروس کرونا
در ۲۲ سپتامبر، نخست‌وزیر در بیانیه ای به پارلمان اظهار داشت که او به‌طور فعال استفاده از ارتش را تحت عملیات تمپرر برای کمک به نیروهای پلیس برای اجرای محدودیت‌های COVID-19 تحت قانون ویروس کرونا ویروس ۲۰۲۰ بررسی خواهد کرد.